# Der Kumpel läßt das Jucken nicht
Der Kumpel läßt das Jucken nicht, auch mit dem Titelzusatz Täglich Blasmusik im Hinterhaus geführt, war der fünfte Teil der Sexfilmreihe „Laß jucken, Kumpel“. Der 1975 uraufgeführte Streifen wurde von Franz Marischka inszeniert.

## Handlung
Handlungsort ist ein Mietshaus, in dem sich das gesammelte Ruhrpott-Proletentum versammelt hat. Sittlich-moralisch geht es drunter und drüber, kurz: Es herrscht Sodom und Gomorrha. Das Ehepaar Gerti und Uwe Möhnke bezieht seine neue Wohnung, Uwes Bruder Klaus hilft ihnen. Kaum ist er angekommen, wird er von einer rolligen Nachbarin, die angeblich nur einen Fleck von seiner Hose entfernen will, abgegriffen und zum Sex „überredet“. Ein pubertierendes Geschwisterpaar, ein Junge und ein Mädchen, haben sich im Haus einen Nebenverdienst ausgeguckt. Wenn ein ihnen unbekannter Mann zur Wohnung Nummer 5 will, wo eine Türkin lebt, kassieren sie 5 DM Schweigegeld ab, da die Frau in Nummer 5 als Prostituierte arbeitet.
Weitere Hausbewohner sind Helmut und Ilse Hagen. Helmut stellt sich den Möhnkes mit dem Vorschlag vor, man könne doch mal einen flotten Vierer wagen. Gerti lehnt jedoch ab: Sie ist gerade schwanger. Dies wiederum lässt Ilse Hagen auf die Idee kommen, dass Uwe, da Gerti verhindert sei, gern mal über sie rüberrutschen könne, was wiederum Helmut missfällt. Entweder der vorgeschlagene Vierer oder gar nichts: „Gefickt wird gemeinsam.“ Als Helmut im Wirtshaus von Karl einen über den Durst trinkt, muss der Wirt ihn mühsam nach Hause schleppen. Hausmeister Erwin Kutter stößt zu den beiden, und gemeinsam bechern sie weiter.
Grobmotoriker Helmut kommt auf die Idee, seine Ehefrau den Gästen als „Spielwiese“ anzubieten, um mit den von Ilse abzuleistenden sexuellen Diensten Geld dazuzuverdienen. Bald stößt er dazu, doch Ilse beschwert sich, da seine Standhaftigkeit zu wünschen lässt. Auf der wohnungseigenen Toilette will der hässliche Hausmeister zum Zuge kommen und demoliert dabei die Kloschüssel. In diesem Moment kommt der kleine Hagen-Sohn hinzu und scheint sich nicht weiter zu wundern, außer dass er seinem Vater petzt, dass Kutter die Kloschüssel umgeworfen habe.
Natürlich hat eine so üble Gegend im Pott auch ihren eigenen Strich. Herr der Szenerie ist ein Zuhälter, der seine Prostituierten, darunter auch Lona, zu immer größeren Leistungen antreibt, Drohungen inklusive: „Ich und der liebe Gott, wir sehen alles.“ Derweil erbaut der Hausmeister seine Zuhörerschaft im Wirtshaus mit Döntjes aus seiner Zeit als Soldat im Zweiten Weltkrieg. Er erzählt von seinen Erlebnissen mit deutschen Mädels in einem Lebensborn-Heim. Uwe wiederum, der von seiner schwangeren Gerti in Ruhe gelassen werden will, hat eine gewisse Renate geangelt, die er auf der Heimfahrt mit seinem Lkw mitnimmt. Sie wohnt ebenfalls in seinem Mietshaus und ist die Nichte von Hausmeister Kutter. Das hindert Uwe aber nicht daran, sie nach einigem Hin und Her zu besteigen.
Da die sexuell lustlose Gerti ihn aus dem gemeinsamen Schlafzimmer wirft, kommt Uwe die willige Ilse Hagen von nebenan in den Sinn. Nach einem Bierchen zum Aufwärmen geht es zur Sache. Prompt taucht Ehemann Helmut auf und überrascht die beiden beim Sex. Uwe macht sich aus dem Staub und versucht sein Glück bei einer weiteren Nachbarin, deren Mann gerade auf Schicht ist. Die ist zwar anfänglich nicht so willig wie Ilse, lässt sich aber schließlich doch begatten. „Dein Schwanz ist größer als mein ganzer Mann zusammen“, bringt sie ihre Ansicht auf den Punkt, und Uwe erwidert: „Aus deinem Arsch könnten wir zwei machen“.
Derweil haben die beiden erpresserischen Kinder ihr Geschäftsmodell ausgebaut. Das kleine Mädchen führt einen Freier in den Keller. Dort schlägt dieser dem Mädchen vor, ihn manuell zu befriedigen. „Ganz zufällig“ kommt ihr Bruder hinzu. Die perfekte Situation, die Erpressungssumme nach oben zu schrauben und den Freier um einige Scheine ärmer unbefriedigt zurückzulassen. Derweil besucht der Zuhälter Lona, um bei ihr abzukassieren. Er glaubt, dass sie ihn betrügt, sodass sich Lona ausziehen muss. In jeder Körperöffnung schaut der Lude nach, und tatsächlich stößt der Zuhälter auf „gebunkerte“ DM-Scheine Hurenlohn. Für ihren Betrugsversuch züchtigt er Lona mit seinem Gürtel. Als Uwe und Klaus Möhnke dazustoßen, greifen sie ein und verhauen den Luden. Uwe findet Gefallen an Lona, die er noch von früher als Kunde kennt. Sie will ihm aus Dankbarkeit eine Gratisnummer anbieten, da kehrt Klaus zurück und teilt Uwe mit, dass dessen Gattin Gertie soeben eine Fehlgeburt erlitten habe. Später wird sie ihrem fremdgängerischen Gatten vorschlagen, den kleinen Thomas zu adoptieren, dessen sich prostituierende Mutter Gisela (siehe Teil drei der Reihe) einst vom Zuhälter in den Selbstmord getrieben wurde.

## Produktionsnotizen
Der Kumpel läßt das Jucken nicht wurde am 11. April 1975 uraufgeführt. Neben der Softcorefassung existierte auch eine Hardcorefassung.

## Kritiken
Das Lexikon des Internationalen Films sah in dem Streifen eine „trübe Sexklamotte.“ Das Heyne-Filmlexikon kanzelte die gesamte Reihe ab: „Angeblich unverfälschte Schilderung typischer Alltagsbegebenheiten im Ruhrgebiet: Weithin ordinäre Pornografie.“